# Las Milpas Aserradero
Las Milpas Aserradero är en ort i Mexiko.   Den ligger i kommunen Tamazula och delstaten Durango, i den centrala delen av landet, 1 000 km nordväst om huvudstaden Mexico City. Las Milpas Aserradero ligger 2 647 meter över havet och antalet invånare är 113.
Terrängen runt Las Milpas Aserradero är kuperad åt nordväst, men åt sydost är den bergig. Las Milpas Aserradero ligger uppe på en höjd. Runt Las Milpas Aserradero är det mycket glesbefolkat, med 3 invånare per kvadratkilometer. Närmaste större samhälle är Todos Santos, 5,2 km väster om Las Milpas Aserradero. I omgivningarna runt Las Milpas Aserradero växer huvudsakligen savannskog.